# Crnomasnica
Crnomasnica (en serbe cyrillique : Црномасница) est un village de Serbie situé dans la municipalité de Negotin, district de Bor. Au recensement de 2011, il comptait 198 habitants.

## Démographie

### Évolution historique de la population
| 1948 | 1953 | 1961 | 1971 | 1981 | 1991 | 2002 | 2011 |
| ---- | ---- | ---- | ---- | ---- | ---- | ---- | ---- |
| 719  | 715  | 724  | 630  | 525  | 426  | 272  | 198  |

|  |